# Johann Kniewasser
Johann „Hans“ Kniewasser (* 13. Oktober 1951 in Hinterstoder; † 19. Oktober 2012 in Wels) war ein österreichischer Skirennläufer. Er gehörte Anfang der 1970er-Jahre zu den besten Slalomfahrern der Welt. Er erreichte drei Podestplätze in Weltcuprennen und in der Saison 1973/74 den dritten Rang im Slalomweltcup.

## Biografie
Kniewasser kam 1958 zum Skiclub seines Heimatortes Hinterstoder und wurde nach einigen Erfolgen im Nachwuchsbereich zunächst in den oberösterreichischen Landeskader und später in den Kader des Österreichischen Skiverbandes aufgenommen. Er spezialisierte sich nach mehreren Verletzungen in seiner Jugendzeit schon früh auf die technischen Disziplinen Slalom und Riesenslalom. Als in der Saison 1971/72 erstmals der Europacup ausgetragen wurde, erreichte Kniewasser jeweils den sechsten Endrang in der Gesamt-, Slalom- und Riesenslalomwertung. Am Ende des Winters kam er in Gröden und Pra-Loup zu seinen ersten Weltcupeinsätzen. Zehn Monate später, am 15. Jänner 1973, gewann er mit Platz acht im Riesenslalom von Adelboden erstmals Weltcuppunkte. Gegen Saisonende 1972/73 konnte er bei den Nordamerikarennen auch zweimal im Slalom punkten.
Der Winter 1973/74 wurde schließlich zu Kniewassers erfolgreichster Saison: Beim ersten Slalom des Winters am 17. Dezember 1973 in Sterzing erreichte er als Zweiter hinter Piero Gros seinen ersten Podestplatz im Weltcup. Ende Jänner folgte beim Slalom der Hahnenkammrennen in Kitzbühel erneut ein zweiter Platz, diesmal hinter Hansi Hinterseer, und am 3. März 1974 stand er als Dritter des Slaloms im norwegischen Voss ein drittes Mal auf dem Podest. Im Slalomweltcup belegte er damit den dritten Rang hinter Gustav Thöni und Christian Neureuther, im Gesamtweltcup wurde er Achter. Durch seine Weltcupleistungen sicherte sich Kniewasser auch einen Startplatz im Slalom der Weltmeisterschaften 1974 in St. Moritz. Dort fiel er aber schon nach wenigen Toren im ersten Durchgang aus.
In der Saison 1974/75 konnte Kniewasser die Vorjahresergebnisse nicht wiederholen. Er fuhr dreimal unter die schnellsten zehn und erzielte als bestes Resultat einen siebten Platz am Ganslernhang in Kitzbühel, worauf er auf Rang 14 im Slalomweltcup zurückfiel. Nachdem er in der nächsten Saison ohne Weltcuppunkte geblieben war, beendete Kniewasser 1976 seine Karriere.
Kniewasser absolvierte die Gendarmerieschule und war nach Ende seiner aktiven Karriere bis zu seiner Pensionierung im Jahr 2011 als Polizeiinspektor in Hinterstoder tätig. Im Oktober 2012 verstarb er 61-jährig an einer Lebererkrankung. Er war verheiratet und hatte zwei Kinder.

## Erfolge

### Weltcup
- Saison 1973/74: 8. Gesamtweltcup, 3. Slalomweltcup
- 3 Podestplätze und weitere 8 Top-10-Platzierungen

### Europacup
- Saison 1971/72: 6. Gesamtwertung, 6. Slalomwertung, 6. Riesenslalomwertung
- 2 Podestplätze